# Platychauliodes tenuis
Platychauliodes tenuis är en insektsart som först beskrevs av Robert McLachlan 1869.
Platychauliodes tenuis ingår i släktet Platychauliodes och familjen Corydalidae. Inga underarter finns listade i Catalogue of Life.